# 八幡神社 (笠松町)
八幡神社（はちまんじんじゃ）は、岐阜県羽島郡笠松町にある神社である。

## 概略
創建時期は不明。神社に伝わる釈迦如来像を表した金属製の懸仏の裏には、土岐氏が奉納した旨が墨書されており、室町時代以前には存在したと推測されている。
江戸時代の初期、美濃国羽栗郡傘町（現・笠松町）に赴任した岡田善政が崇敬して以来、笠松陣屋に赴任した歴代の美濃郡代の保護を受けている。
1868年（明治元年）、美濃国の旧幕領、旗本領に笠松県が置かれ、県庁舎が笠松陣屋に置かれる。そのころに八幡神社は笠松県の県社となるが、1871年（明治4年）、廃藩置県により美濃国が岐阜県となると、郷社に変更されている。
例祭は8月14・15日であったが、明治時代に4月に変更され、現在は笠松春まつりとして、産霊神社の例祭と同じ日に行われている。この笠松春まつりでは、奴行列（岐阜県指定無形民俗文化財）が奉納されるほか、山車が曳かれる。
笠松町指定文化財として、懸仏のほか、1630年（寛永7年）加納城城主奥平忠隆が奉納した時鐘、数振りの刀がある。

## 祭神
- 応神天皇

## 交通機関
- 笠松町公共施設巡回町民バス「役場」バス停より徒歩で約5分。
- 名鉄名古屋本線・竹鼻線「笠松駅」より徒歩で約10分。